# 리자 파우스
엘리자베스 "리자" 파우스 (Elisabeth "Lisa" Paus, 1968년 9월 19일 ~ )는 독일의 정치인이다. 2022년 4월 25일부터 독일 연방가족노인여성청소년부 장관을 맡고 있다. 동맹 90/녹색당 소속으로 경제학을 전공하였으며, 2009년부터 베를린에서 당선된 이래 독일 연방의회 의원직을 맡고 있다.